# Time of the Season
"Time of the Season" es una canción del grupo británico The Zombies. La canción forma parte de su álbum Odessey and Oracle.

## Información de la canción
Las características de la canción incluyen la voz extraordinaria del cantante Colin Blunstone, el riff bajo memorable (que es similar a la canción de Ben E. King "Stand by Me"), y la improvisación psicodélica agitada de Rod Argent. La letra es una descripción arquetípica de las emociones que rodean el famoso Verano del Amor. Es famoso por sus versos de Llama-y-responde, "What's your name? (Cuál es tu nombre?) / Who's your daddy? (Quién es tu Papi?) / Is he rich like me? (Es rico como yo?)".
En 1998 Big Beat Records lanzó un CD reeditado de Odessey and Oracle que contiene versiones originales remasterizadas y de "Time of the Season". También presentó una versión alternativa nuevamente remezclada que contiene apoyo instrumental debajo de la voz durante el coro entero.

## Personal
- Colin Blunstone – voz principal y coros
- Rod Argent – órgano y coros
- Paul Atkinson – guitarra eléctrica
- Chris White – bajo y coros
- Hugh Grundy – batería

## El uso en la Cultura Pop
"Time of the Season" es utilizada con frecuencia en la cultura pop para representar el final de la década de los sesenta. En ese sentido, es presentada en películas como Despertares (Awakenings) y Riding the Bullet, ambientadas en el año 1969. "Time of the Season" aparece en un episodio de Los Simpson, en D'oh-in' in the Wind. En un episodio de South Park, "The Mexican Staring Frog of Southern Sri Lanka" es utilizada en una escena de retrospectiva que representa la Guerra de Vietnam, donde Jimbo y Ned se conocen. En la película de 2005 Dear Wendy, también es mencionada en las palabras finales de la carta de Dick dirigida a Wendy. 
La serie de NBC, American Dreams, que representa los mediados y el final de la década de los sesenta en la sociedad norteamericana, mostró la canción en el episodio de su tercera temporada "So Long, Farewell".
Es también común el uso de la canción en escenas románticas, como en la mencionada película 1969. En el episodio de Friends "The One With the Flashback", la canción es tocada en la escena del sueño en el que Rachel fantasea con Chandler. En la escena final de Will and Grace, en el episodio "Marry Me A Little", es utilizada para presentar la alegría de Grace después de casarse con Leo. 
"Time of the Season" también apareció en una escena de la miniserie de NBC, The 60's. La película Shangai Knights también utilizó la canción para una de sus escenas. Esta canción también apareció en un capítulo de la serie NCIS, capítulo en el cual el Dr. Mallard recuerda escenas de su juventud en Inglaterra, antes de viajar a EE. UU.
Dicha canción ha sido representada en varias campañas publicitarias de televisión, como un anuncio de un producto de tampones (Tampax), que sucede en Woodstock. En 2006 un anuncio para Sprite, un coro de flores con caras humanas realiza una versión a cappella de la canción. En ese mismo año, fue representada en un anuncio de la bebida irlandesa Bulmers Sidra Original. También fue utilizada en las campañas publicitarias de Nissan Tiida en Grecia en 2007 y del dentífrico Crest en México en 2008. 
En el deporte, fue usado en "Free Your Mind", el decimosexto video de la serie Transworld Skateboarding. Durante los playoffs de 2006, la canción fue tocada en el Shea Estadium cuando el equipo local, New York Mets, saltó al campo.
La canción también aparece en la película de terror el conjuro de 2013 del director James Wan, parte de la canción aparece en una escena de la película, cuando la familia Perron se muda a su nueva casa embrujada.
La canción también aparece en la película  Todo el dinero del mundo , que describe el año 1973.
Recientemente formó parte de la banda sonora de la película  Cruella  ambientada en los 70.
Fue utilizada en el comercial de la marca estadounidense de deportes Nike que presentó el uniforme de la temporada 2021-2022 del Chelsea FC el cual está inspirado en el Op Art de la década de los 60.

## Versiones Cover
En 1997, "Time of the season" fue usado por Kurt Elling y Casandra Wilson para el segundo álbum de Elling, The Messenger. En el año siguiente, The Scofflaws hizo una cobertura instrumental de la canción en su cuarto álbum Record of Conviction. En 1999, la canción fue hecha por Big Blue Missile y Scott Weiland para la banda sonora de Austin Powers: The Spy Who Shagged Me. En 2001, fue grabado por Larry Goldings con el guitarrista Peter Bernstein y el tambor por Bill Stewart para el noveno álbum de Goldings, As One.
The Dave Matthews band incluyó la canción ocasionalmente en su tour del 2005 y fue lanzada consecuentemente en el CD/DVD llamado Weekend on the Rocks. Sigue siendo una de las favoritas del público y fue interpretada en el MGM Grand Garden Arena en Las Vegas en el 23 de marzo de 2007. Esta representación fue lanzada dos meses más tarde como parte de Vol. 9 de la serie de la banda Live Trax.
En 2005, el músico de hip-hop Necro probó la canción para el track "Who's your daddy?", presentado en su cuarto álbum de estudio The exorcist. También en 2005, The Guess Who relanzó un cover de la canción en el álbum recopilatorio Let's Go. En el año siguiente, Sage Francis hizo la canción para su álbum Dead Poet Live Album. También fue grabado por Snowden en su demo.
En 2003, Ben Taylor lanzó la canción para su álbum Famous among the Barns. En 2008 su versión fue presentada en la banda sonora de la película de terror Prom Night. También en 2008, Ribkat probó la canción para un track realizado por Beta.
El 20 de marzo de 2007 fue interpretada por Blake Lewis, el segundo en la sexta temporada de American Idol. Su versión de estudio fue lanzada en el sitio web oficial del programa y luego incluida en su epónimo EP, así como en la Temporada 6 de su álbum recopilatorio. También en 2007, fue grabada por Tommy Shaw (de Styx) y Jack Blades (de Night Ranger) de su álbum Influence. 
En 2009, la canción fue probada para la presentación del sencillo de debut de Melanie Fiona, "Give it to me right".

## Versiones en vivo
Tanya Donelly ha interpretado la canción en vivo en sus giras para promocionar su álbum "Lovesongs for Underdogs". 
La banda canadiense de indie pop Immaculate Machine hace regularmente una versión en vivo de la canción, y a menudo traduce partes de su letra al idioma del país en el que están tocando. 
Los Twilight Singers han hecho un cover también en uno de sus tours.
Belle and Sebastian cubrieron la canción en vivo durante su tour en 2001.